# Netbutik
En netbutik (webshop) er en butik, der er tilgængelig via en webside. Kunderne skal bestille varer online.
I en netbutik kan man normalt finde de samme oplysninger om produkt og service, som i en fysisk butik, den eneste forskel er at man ikke har mulighed for at røre ved produktet fysisk. En netbutik kan anvendes både imellem virksomheder (B2B) og imellem virksomheder og forbruger (B2C).

## Software til netbutik
Der findes i dag flere forskellige måder, hvorpå en virksomhed kan oprette en netbutik.
- Leje af færdig løsning: Dette er også ofte kaldet et hosted webshop solution. Virksomheden køber sig ind i en allerede eksisterende og gennemtestet webshopsapplikation, der hurtigt kan tilpasses og implementeres. Her skal man ikke selv bruge tid på opdatering og udvikling, det klarer webshop leverandøren for dig. Disse løsninger kan koste et fast månedligt beløb eller også være gratis at bruge.
- Brug af standard software: Virksomheden kan vælge at bruge standard webshopsoftware, hvor man selv hoster systemet og selv står for oprettelse, betalingsgateway, vedligeholdelse osv. Denne løsning giver større fleksibilitet, men kræver større ekspertise.
- Udvikling af egen netbutik: Hvis virksomheden har specielle krav eller blot ønsker sig sit helt eget, kan den få et webbureau til at udvikle en webshop helt fra bunden. Denne løsning er som regel yderst bekostelig.

## Betalingsmetoder
Forbrugere har en række muligheder, når det kommer til betaling i netbutikker. Ifølge Nets er de mest populære:
- Kort (Visa, Mastercard, Diners, JCB, American Express osv.). Her sker betalingen igennem en betalingsgateway, som ofte er en 3. parts løsning, da der sættes store krav til krypteringen af dataen[2]. Kort anvendes som betalingsmetode i netbutikker af 90% af danskere.

- MobilePay. En løsning fra Danske Bank, hvor kunder via en app på deres mobiltelefon, kan betale for varen. MobilePay anvendes som betalingsmetode i netbutikker af 41% af danskere.

- PayPal. PayPal fungerer både som en betalingsgateway, men det er også muligt at betale via sin PayPal bankkonto. PayPal anvendes som betalingsmetode i netbutikker af 18% af danskere

- Fakturering. Her modtager kunden en faktura, og beløbet betales via bankoverførsel til virksomheden. Fakturering anvendes som betalingsmetode i netbutikker af 8% af danskere.

## Leveringsmuligheder
Når en betaling er accepteret, kan kunden modtage varen på følgende måder:
- Postforsendelse. Her leveres varen fra virksomhedens eget lager til kunden. I Danmark findes en række transportører, som fragter varer via pakker eller breve i ind- & udland.

- Dropshipping. Her sendes varen direkte fra producenten til kunden, og netbutikken fungerer essentielt som en mellemmand mellem kunden og producenten. Denne type levering kan være betydelig langsommere end normal postforsendelse, hvis producenten er lokaliseret i udlandet.

- Afhentning i butik/lager. Nogle virksomheder tilbyder afhentning af varen enten på deres lager eller fysisk butik.